# Mednyj aleutski jezik
Mednyj aleutski jezik (ISO 639-3: mud), jedan od miješanih jezika koji se izvorno govorio na otoku Medni (Медный; bakreni otok) u Komandorskim otocima, gdje su se Aleuti naselili u ranom 20. stoljeću, došavši s otoka Attu u Aleutima. 
S Bakrenog otoka su 1970. preseljeni na Beringov otok. Do 1960. govorio se u dva sela na otocima Bering i Medny. Od 1950-tih do 1980-tih djeca su slana u ruske škole s učeničkim domovima, pa ga danas govori svega oko 10 osoba, a većina pripadnika etničke grupe govori ruskim kao prvim jezikom.
Karakteriziraju ga aleutske imenice i ruski glagoli.

## Vanjske poveznice
- Ethnologue (14th)
- Ethnologue (15th)